# Mohylník pod Chlumem
Mohylník Pod Chlumem je mohylové pohřebiště z doby lužické kultury z 1. tisíciletí před naším letopočtem nalézající se v lese na úbočí kopce Chlum na katastru obce Semechnice. Mohylník se skládá z 60 mohyl a jeho plocha je prostoupena několika mladšími plochými hroby slezskoplatěnické kultury.

## Galerie

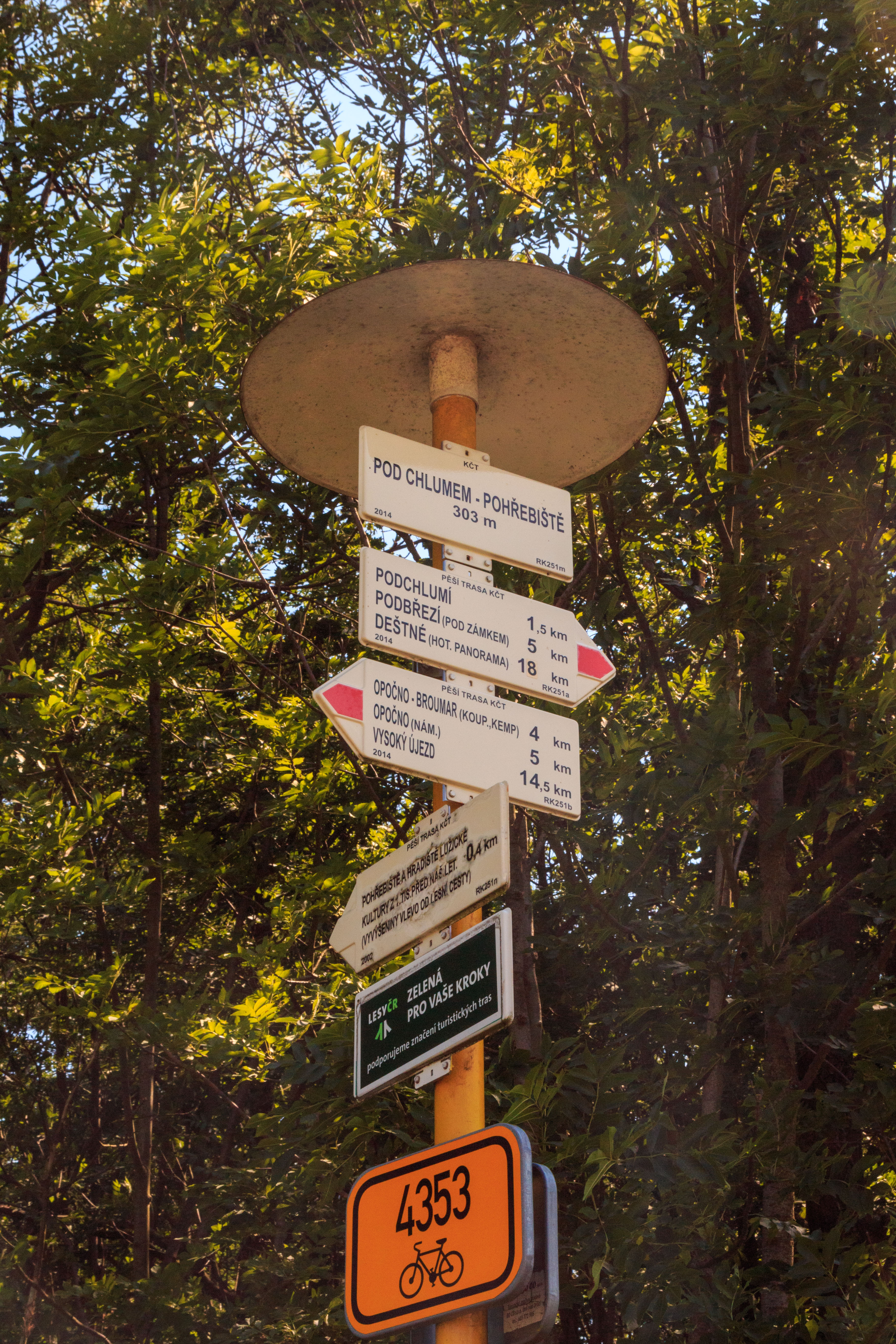
Rozcestník Pod Chlumem
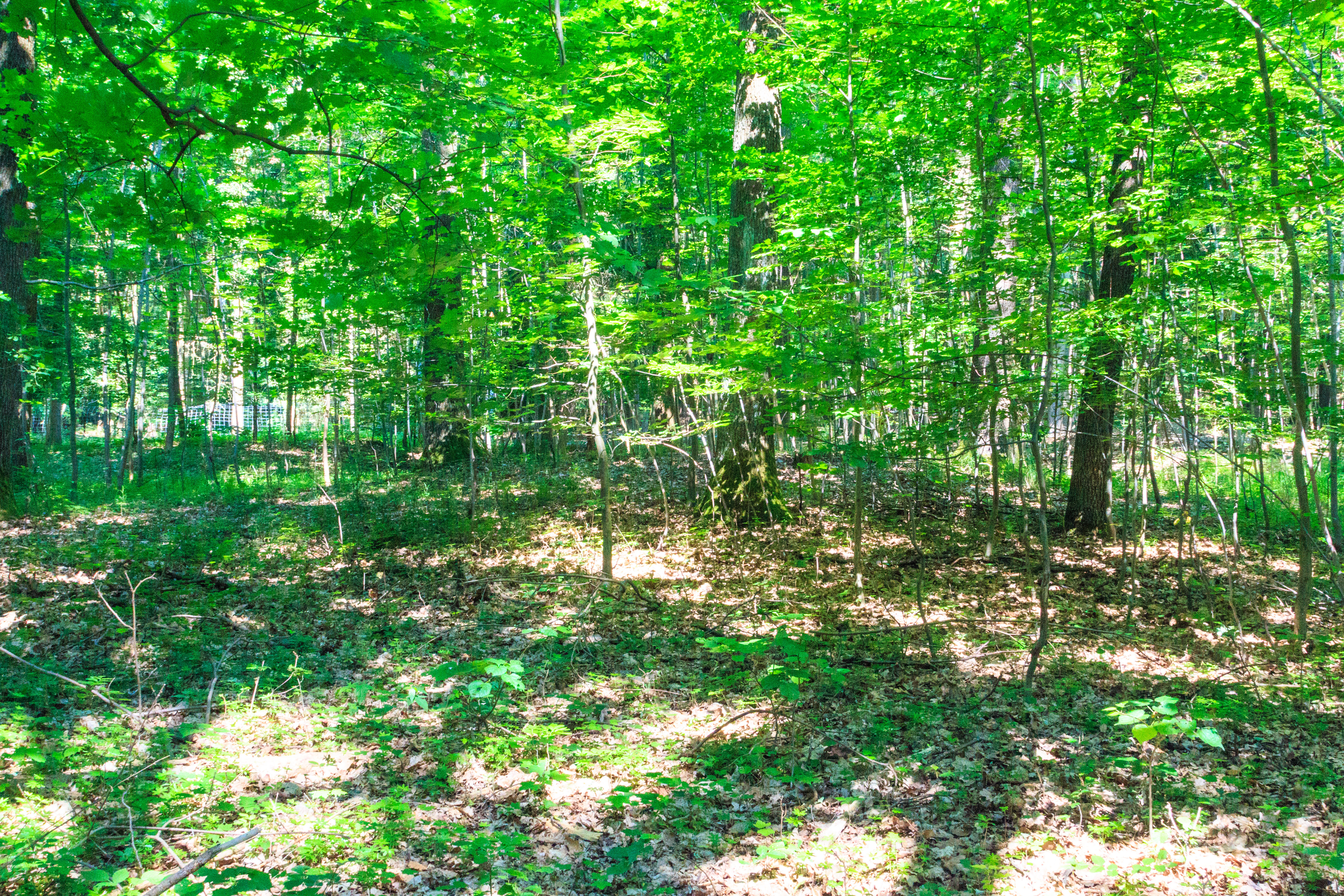
Mohylník Pod Chlumem u Semechnice
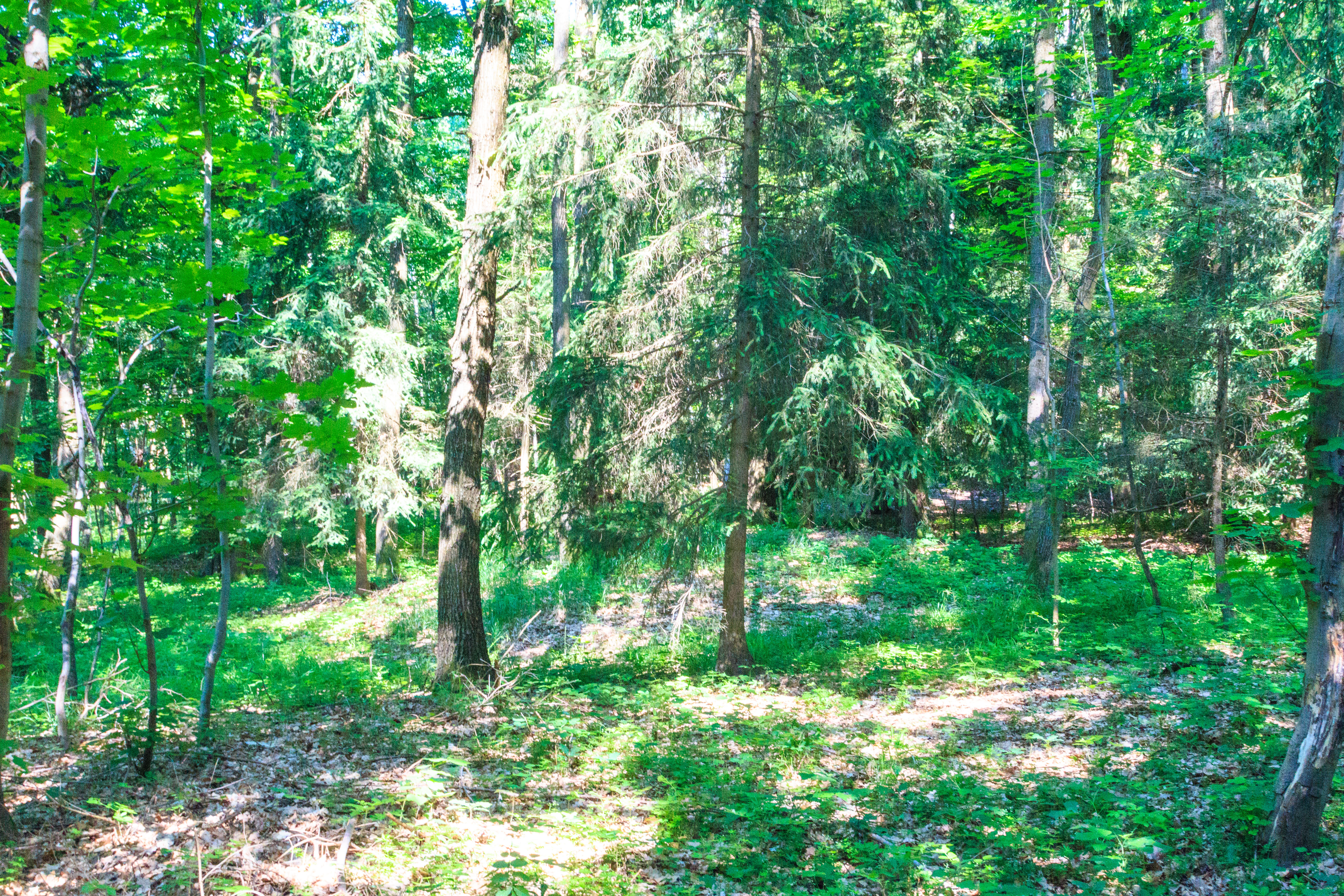
Mohylník Pod Chlumem u Semechnice
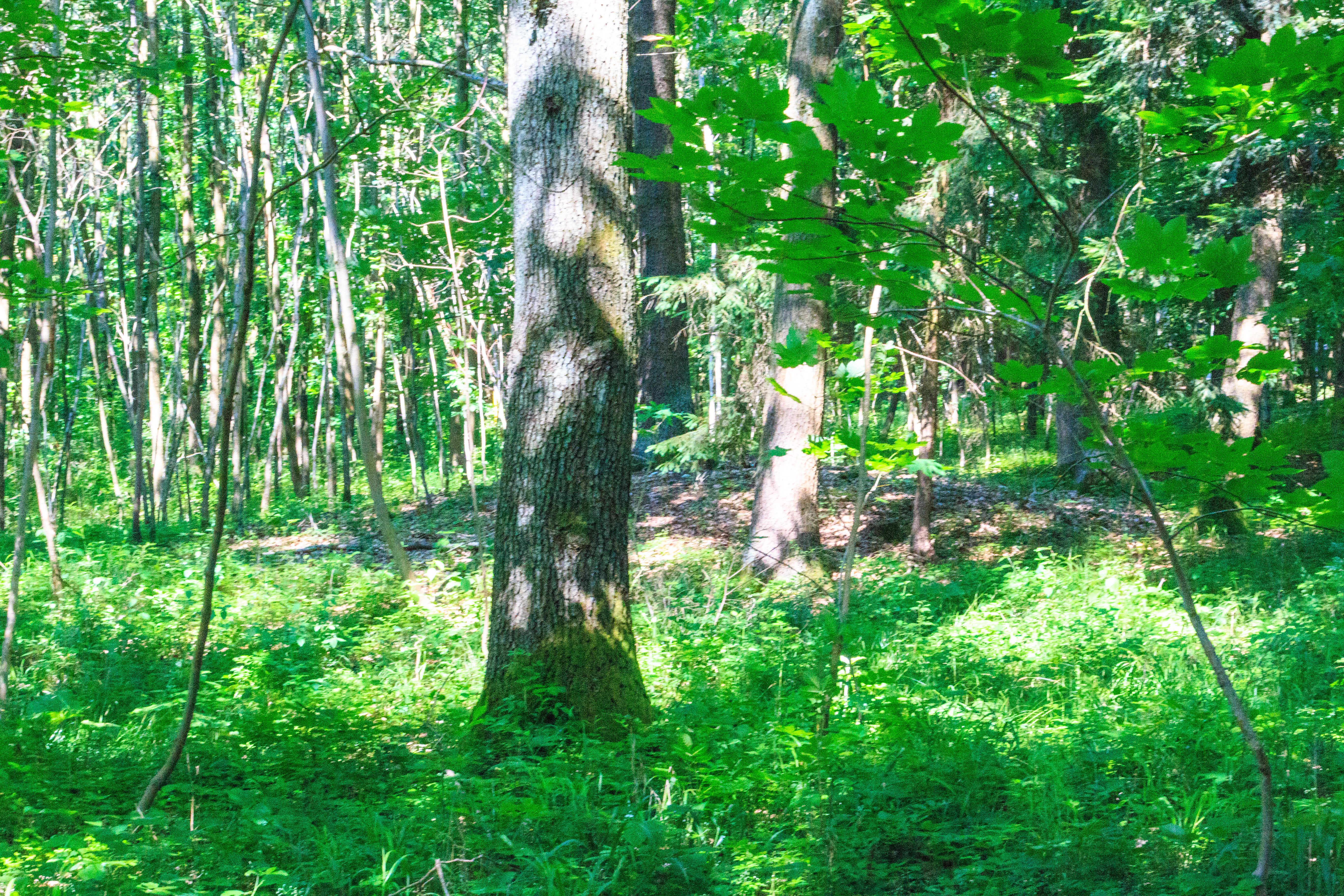
Mohylník Pod Chlumem u Semechnice